# Taggart
Taggart er en skotsk tv-krimiserie, opkaldt efter sin hovedperson, kriminalinspektør Jim Taggart. Skønt Marc McManus, der spillede rollen som Jim Taggart i starten, er død, har serien beholdt sit navn. Det er en af de længste tv-krimier. Pilotepisoden Killer kom i 1983, og serien løb frem til 2010.
Serien, der først blev produceret af Scottish Television og siden af ITV, er blevet internationalt kendt og oversat og/eller eftersynkroniseret til adskillige sprog. Seriens fans vil nikke genkendende til den stærke Glasgow-dialekt (stærkt rullende r i den berømte sætning "Jean, there's been a murder"). 
Serien foregår i og omkring Glasgow med kriminalafdelingen (CID) ved Maryhill Police Station som omdrejningspunkt.

## Personer
I seriens første år spilledes hovedrollen, Detective Chief Inspector Jim Taggart, af den skotske skuespiller Marc McManus (død 1994). Han er en barsk, erfaren, ofte spydig og mavesur detektiv, men med en stærk retfærdighedssans.
Taggarts overordnede er Detective Superintendent Jack McVitie der ofte omtales som the Biscuit (Kiksen), et ordspil der refererer til kiksemærket McVitie's. Han blev spillet af Iain Anders (død 1997). Omend han ikke var uden humor, var McVitie dog en bureaukratisk overordnet. Således får Jim Taggart fx en irettesættelse, da han går uden om McVitie og beder om at få udleveret en mistænkts militærpapirer, hvor de rettelig skulle skaffes via McVitie.
Taggarts første makker var Detective Sergeant Peter Livingstone (spillet af Neil Duncan), der var af en helt anden støbning end Taggart. Hvor Taggart var søn af en sporvognsfører, der ville have ham til at fortsætte i den samme metier, var Peter Livingstone akademiker – og kom tilmed fra en middelklassebaggrund i Edinburgh.
Taggarts næste makker, Detective Constable Michael Jardine (spillet af James MacPherson), er mere i Taggarts smag, blandt andet fordi Taggart gik på politiskole med Jardines far. Da Livingstone senere tog væk, blev Jardine forfremmet til Detective Sergeant og blev Taggarts nabo. Mellem Livingstone og Jardine havde der været et gensidigt misforhold. 
Jardines far var alkoholiker, og Jardine, der have besluttet sig for ikke at ende på samme måde, drak ikke alkohol og var tilmed kristen. Ingen af delene faldt i Taggarts smag, men der var dog en grundlæggende respekt, og de kom godt ud af det med hinanden på trods af deres forskelle. Jean Taggart fortalte efter Taggarts død, at Jardine for Jim var en slags erstatning for den søn, han aldrig fik.
Andre personer i serien er WPC/DC/DS Jackie Reid, DC Stuart Fraser, DI Robbie Ross og DCI Matt Burke.